# Louis de la Trinité
Louis de Villegas, en religion Louis de la Trinité (1589-1649), est un frère trinitaire déchaussé espagnol, auteur d'un ouvrage de synthèse sur la mystique au Siècle d'or.

## Biographie

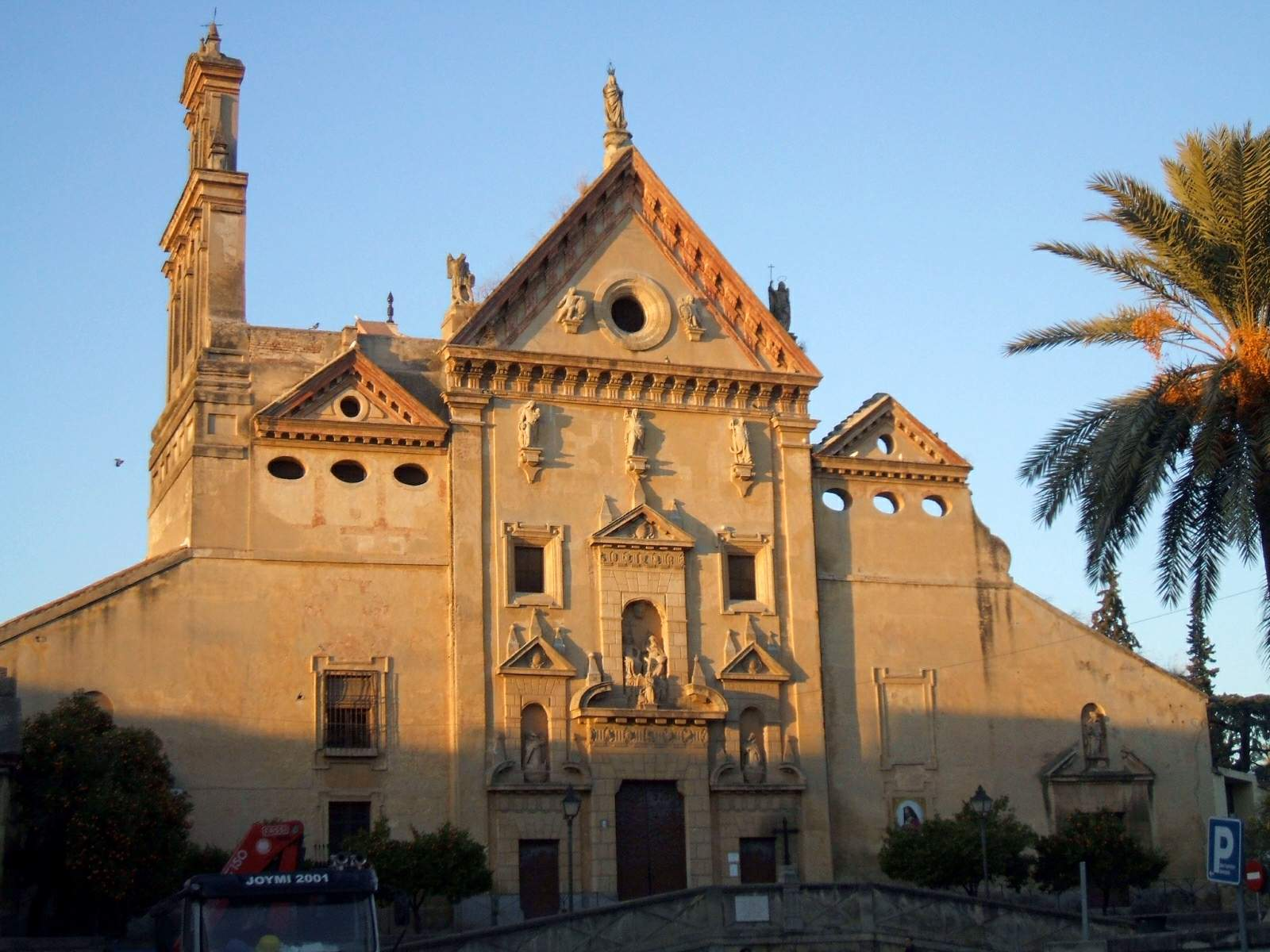
L'église des Trinitaires de Cordoue (Nuestra Señora de Gracia).

Luis de Villegas est né à Cordoue (Andalousie) en 1589. Après avoir passé son enfance et son adolescence en famille, et réglé une crise née de tiraillements moraux entre la lecture de vies de saints et l'exemple de compagnons au comportement déréglé, il entre chez les Trinitaires déchaussés de sa ville natale, le 3 janvier 1612, en dépit des réticences de ses parents. Au terme d'un noviciat à Madrid, durant lequel il s'initie à l'oraison, il fait profession, le 6 janvier 1613, sous le nom de Luis de la Trinidad, entre les mains de Gabriel de la Asunción (es).
Nés d'une réforme introduite par Jean-Baptiste de la Conception en 1599, les Trinitaires déchaussés entendent revenir à une stricte observance de la règle et orienter leur existence sur la contemplation, à l'exemple du Carmel thérésien. C'est ainsi qu'en plus de ses fonctions ordinaires de confesseur et directeur spirituel, Luis s'intéresse aux maîtres en spiritualité de son ordre, comme Michel des Saints, et qu'il se consacre, à partir de 1616, à la lecture des classiques de la mystique, spécialement Osuna, Jean de la Croix et Ruysbroek.
Avant de mourir à Séville en 1649, Luis a réalisé la synthèse de ses expériences personnelles et d'une érudition qui s'étendait de la Bible aux auteurs espagnols contemporains, dans un ouvrage intitulé Dia y noche del alma, c'est-à-dire Jour et nuit de l'âme. Resté inédit, le manuscrit est actuellement conservé au couvent des Trinitaires de San Carlino, à Rome.

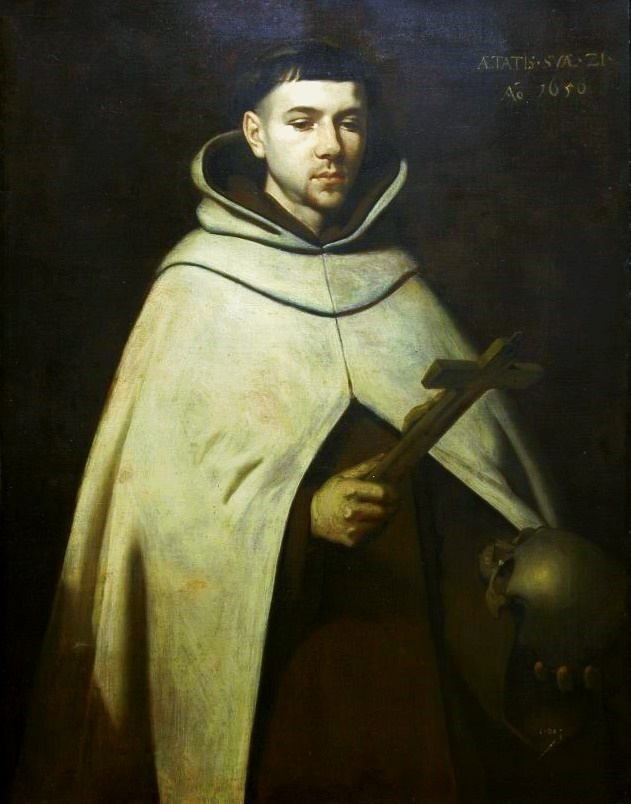
Saint Jean de la Croix, carme déchaussé, inspirateur de la doctrine de Louis de la Trinité.
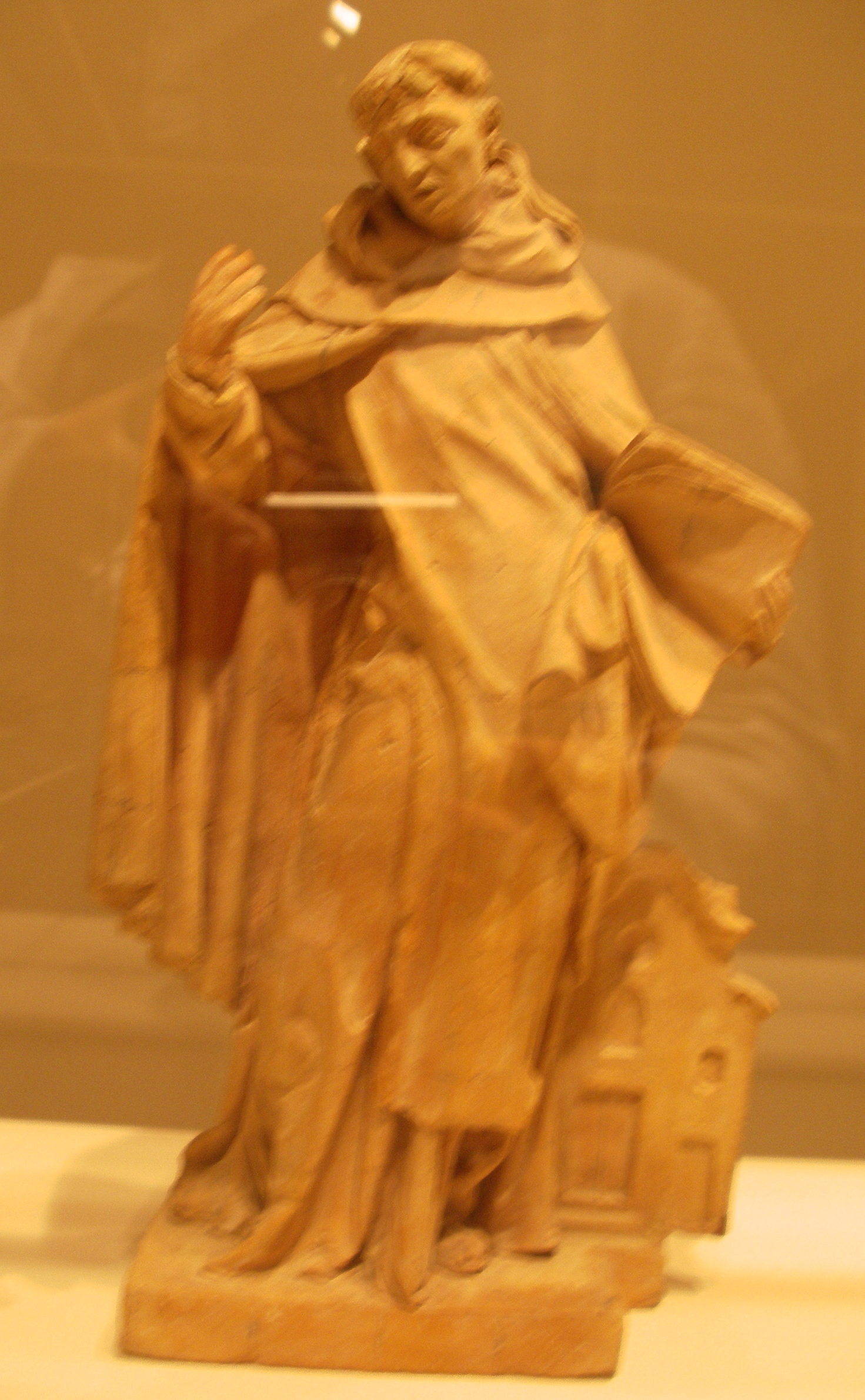
Saint Jean-Baptiste de la Conception, réformateur des Trinitaires.
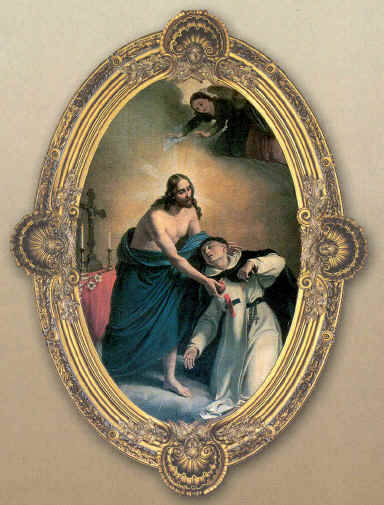
Saint Michel des Saints, maître spirituel trinitaire.

## Spiritualité

### Propos de l'œuvre

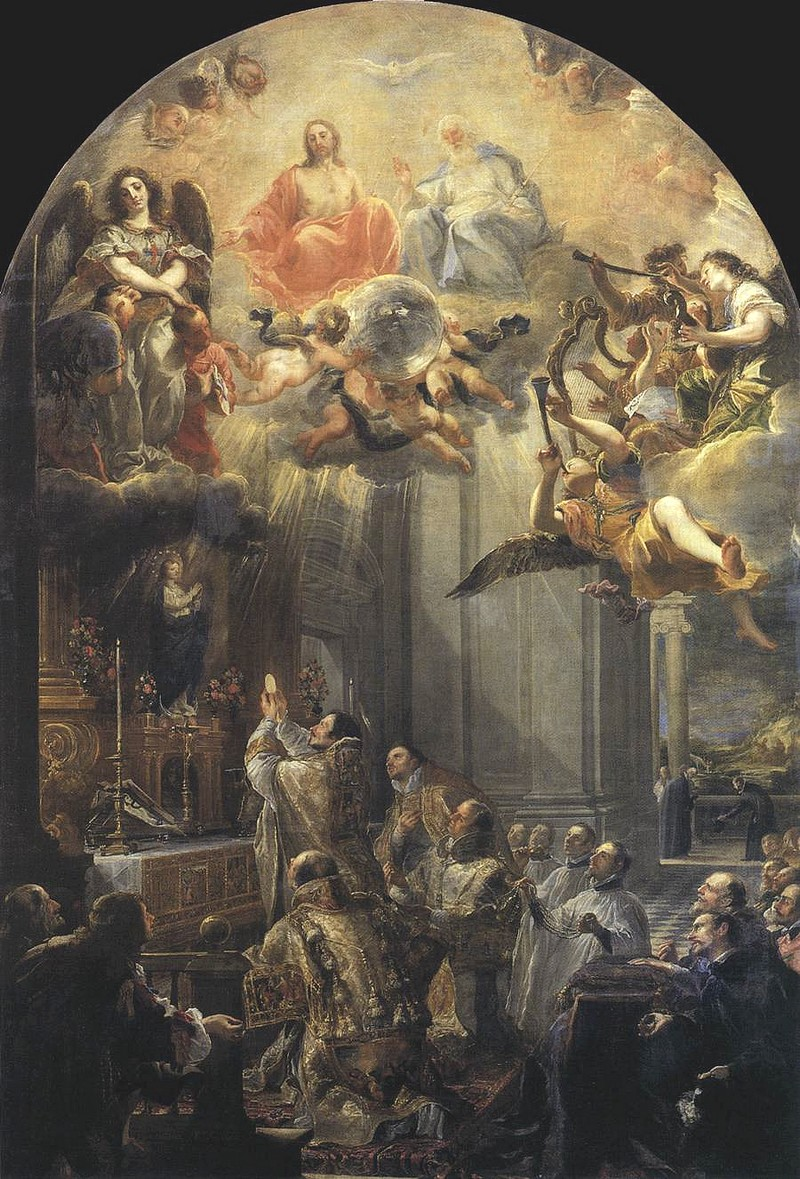
Scène mystique chez les Trinitaires du XVIIe siècle siècle (par Juan Carreño de Miranda).

La doctrine spirituelle de Louis de la Trinité s'affirme comme un christocentrisme, inspiré de l'expérience de Thérèse d'Avila, sur fond de théologie négative, dans la tradition du Pseudo-Denys. En effet, selon le trinitaire, la vie intérieure trouve son accomplissement dans un mariage mystique, défini comme repos dans l'Aimé parce qu'il s'atteint, au terme d'un itinéraire exigeant, non seulement par le dépouillement intégral à l'égard du sensible, mais aussi par la libération des facultés (ou puissances) de l'âme.
À la suite de l'œuvre de Michel des Saints, elle prolonge ainsi la réflexion de Jean de la Croix, avec le projet d'approfondir l'analyse pratique du concept de nuit mystique, de manière à expliquer la façon dont l'intellect et la volonté doivent se comporter dans cette épreuve. Pour ce faire, elle se base essentiellement sur l'Écriture sainte et sur l'enseignement de Thomas d'Aquin, docteur officiel de la Contre-Réforme, mais elle fait également référence à des figures médiévales (Angèle de Foligno ou Jean Tauler), ainsi qu'à des auteurs contemporains, comme les minimes Juan Breton e Gabriel Lopez Navarro, auteurs chacun d'une Theologia mystica, du bénédictin Antonio Alvarado (Arte de bien vivir) ou du dominicain Jean de Mata.

### Structure
Dia y noche del alma se compose de six livres, qui traitent respectivement  
1. de la réforme de l'homme intérieur, sous la conduite prudente du directeur spirituel;
2. de la différence entre les communications divines et les désolations intérieures chez les commençants, les progressants et les parfaits;
3. de l'échelle matérielle de la perfection;
4. de l'échelle mystique;
5. des passions ou aiguillons de Satan;
6. des trois manières selon lesquelles les âmes pâtissent de ces aiguillons.

Chacun de ces livres envisage donc un problème particulier en le resituant dans le projet global de l'itinéraire spirituel. Au contraire des autres parties, rédigées en style direct, les livres I et III se présentent comme un dialogue fictif entre le maître et son disciple.

### Résumé

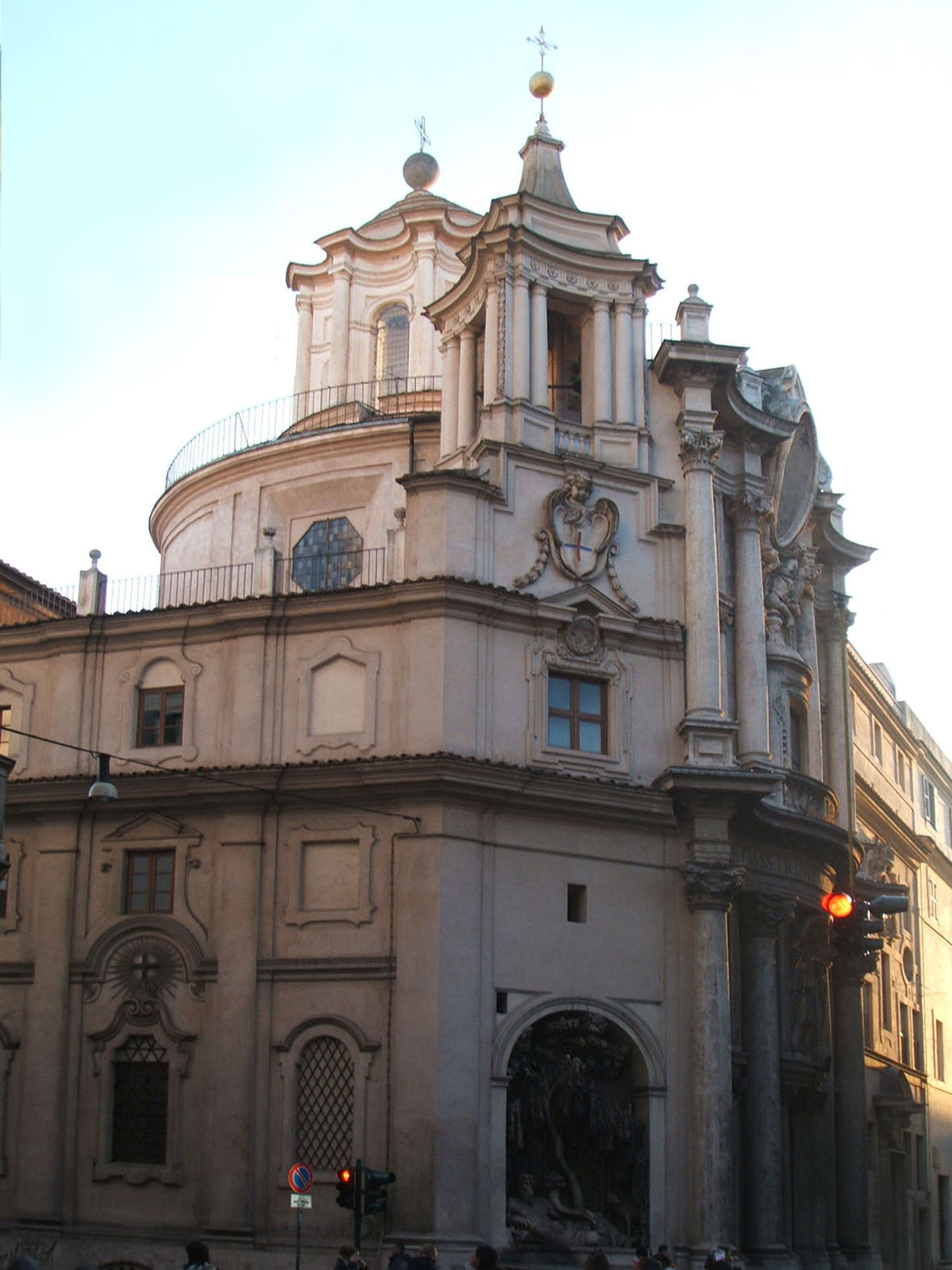
L'église des Trinitaires de Rome (San Carlino).

Le Livre I présente, en seize chapitres, une synthèse nuancée de la vie intérieure. Dans le premier chapitre, l'auteur commence par déclarer que la croissance spirituelle dépend de la manière dont on tire parti de l'agir et du pâtir, du travail et du repos. En effet, à l'intérieur de l'oraison comme en dehors d'elle, les puissances de l'âme (l'entendement et la volonté) demeurent toujours en activité, aussi bien dans la fruition de Dieu (dia), dans l'éloignement de celui-ci (noche). Pour l'auteur, c'est de la prise en compte de ce principe que dépend l'avancement serein vers la perfection, lequel s'accompagne nécessairement d'un dégagement par rapport à toutes choses.
Dans le deuxième chapitre, l'auteur retrace brièvement cette progression, depuis la première visite de l'Époux divin, jusqu'au mariage mystique ou repos dans l'Aimé, en passant par la visite intime dans l'obscurité de la noche, indice de la proximité des fiançailles. Il convient de souligner fortement que cette consommation dans la charité, où l'Époux se manifeste à travers la passivité de l'âme, constitue, aux yeux de Louis de la Trinité, la réalisation de la vie mystique. Cependant, il s'agit d'un état de vie unitive et surressentielle, auquel bien peu d'êtres parviennent et qu'il est d'ailleurs difficile à décrire en dehors de l'expérience vécue. De plus, il semble difficile d'affirmer qu'au-delà d'une union des volontés, il puisse y avoir là une transformation complète de l'âme, même si Dieu désire bel et bien assimiler celle-ci au Christ. L'assimilation s'effectue au moyen d'une action purificatrice de l'Esprit Saint, laquelle consiste à mourir avec le Christ en Dieu, car le moindre attachement externe constituerait un résidu incompatible avec l'amour désintéressé.
L'enjeu consiste donc in fine à être dépouillé de tout. C'est pourquoi, dans le troisième chapitre, l'auteur s'empare d'une notion-clé de la spiritualité déchaussée espagnole : le recueillement, qu'il définit comme une saisie des vérités de la foi en dehors de tout raisonnement et de toute affirmation, l'entendement étant suspendu et captivé par la grandeur de Dieu. En référence au livre de Juan Breton, Louis de la Trinité décrit alors par étapes les exercices actifs et passifs à travers lesquels les puissances de l'âme passent de la méditation à la contemplation (qui est cette saisie de la grandeur de Dieu), de l'humanité à la divinité du Christ, de la vue amoureuse à la connaissance obscure.
Aussi cette dernière fait-elle l'objet du cinquième chapitre : il s'agit de la comprendre à la fois comme un acte unifié de l'entendement et de la volonté, et comme le moyen immédiat de leur suppression. Au sixième chapitre, l'auteur envisage la direction spirituelle, avant de revenir à la question de la méditation. Celle-ci se prolonge dans les huitième et neuvième chapitres, qui traitent respectivement de la vue amoureuse comme moyen d'oraison (un thème fréquent, à la même époque dans l'École française de spiritualité) et du but de l'oraison, qui est de plaire à Dieu. Le dixième chapitre fait retour sur la guidance spirituelle : elle doit tenir compte de la diversité des esprits, comme en témoigne l'expérience de l'auteur. Les chapitres suivants traitent de différents problèmes de la vie mystique : distinction entre les bonnes et les mauvaises façons d'apprécier les dons de Dieu (chap. 11); les modes d'appel à la solitude (chap. 12); les moments de sécheresse spirituelles (chap. 13), le dégagement des passions de l'âme (chap. 14). Ce dernier point entraîne la prise en considération des différentes dimensions de la conversion (entendue comme engagement décisif sur le chemin de la vertu) au quinzième chapitre, et sur la reprise du thème du dépouillement total des puissances au seizième chapitre.
Le Livre II propose une clarification efficace de la terminologie utilisée par les mystiques lorsqu'ils décrivent les actes spirituels, les états passifs et les faveurs divines. L'auteur souligne également l'importance des tentations comme moyens de purification des puissances. Le Livre III présente l'échelle matérielle de la perfection : à travers cette image classique, Louis de la Trinité retrace le chemin vers la sainteté, en exposant les degrés, les difficultés, les appuis, mais aussi l'unité qui caractérisent celui-ci. Au Livre IV, il applique l'image de l'échelle à l'itinéraire, en neuf degrés, de la première visite de l'Époux au mariage mystique, et rappelle qu'au sommet, ordinairement, on trouve moins une pleine transformation de l'âme que le repos passif du recueillement. Quant aux Livres V et VI, ils traitent respectivement des aiguillons de Satan, c'est-à-dire des épreuves sur le chemin de la perfection, et de la manière dont les âmes doivent subir celles-ci. L'auteur fait ici référence à saint Paul, à Angèle de Foligno, ainsi qu'à ses propres expériences de déréliction spirituelle, celles-ci étant à resituer dans le contexte de l'époque, marqué par l'austérité de vie et la mentalité baroque. La critique a mis en évidence l'art avec lequel Louis de la Trinité décrit la vie intérieure, spécialement l'activité sensible, intellectuelle et volontaire dans le cadre de la foi.